# Cycles de Milankovitch
Pour les articles homonymes, voir Paramètre (homonymie).

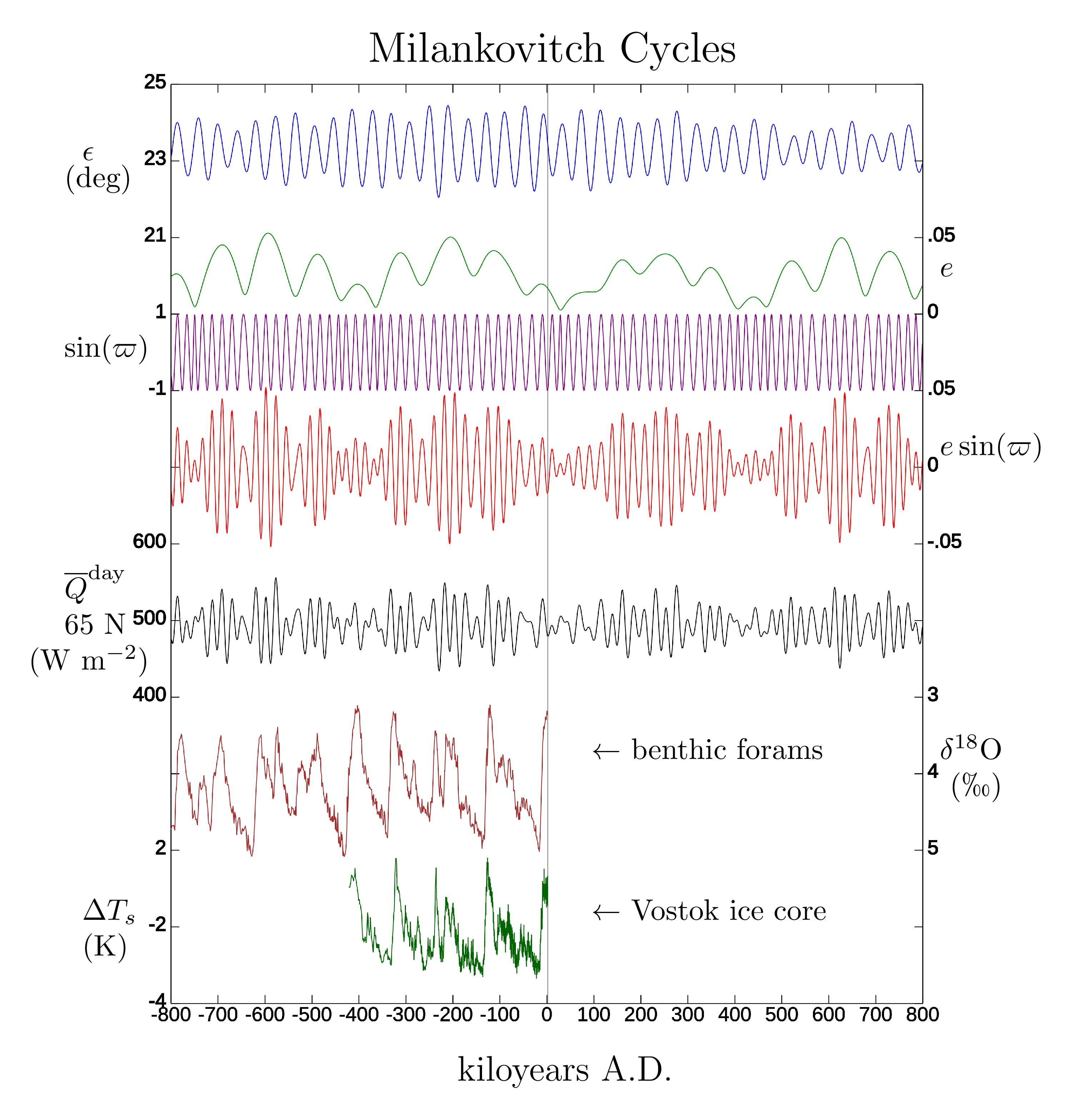
Cycles de Milankovitch passés et futurs via le modèle VSOP.
Le graphique montre les variations d'éléments orbitaux correllés avec des indices climatiques:
Inclinaison de l'axe ou obliquité (ε).
Excentricité orbitale (e).
Longitude du périastre (sin(ϖ)).
Index de précession (e sin(ϖ))
Insolation moyenne de la haute atmosphère au solstice d'été à 65° N
Foraminifères (sur 57 endroits)
Carotte de glace de Vostok (Antarctique)

Les cycles de Milankovitch sont des variations cycliques des paramètres de l'orbite de la Terre (les paramètres de Milankovitch) qui engendrent des variations du climat terrestre.

## Présentation
Les principaux cycles sont :
- le cycle de l'excentricité : il s'agit de la variation de la forme de l'orbite terrestre, qui oscille entre une forme plus circulaire et une forme plus elliptique. Le cycle principal a une période d'environ 400 000 ans et des cycles secondaires de l'ordre de 100 000 ans ;
- le cycle de l'obliquité : il s'agit de la variation de l'inclinaison de l'axe de rotation de la Terre par rapport à son orbite. Ce cycle a une période d'environ 41 000 ans ;
- le cycle de la précession des équinoxes : il s'agit de la variation de l'orientation de l'axe de rotation de la Terre. Ce cycle a une période d'environ 26 000 ans.

Les cycles de Milankovitch sont notamment utilisés dans le cadre de la théorie astronomique des paléoclimats.
Ces changements climatiques naturels ont pour principale conséquence la succession de périodes glaciaires et interglaciaires. Leur étude en termes de phénomènes périodiques est du ressort de la cyclostratigraphie.

## Histoire
Joseph-Alphonse Adhémar (1797-1862), James Croll (1821–1890) et Milutin Milanković (1879-1958) sont les principaux scientifiques ayant avancé l'idée que ces trois paramètres interviennent dans les variations climatiques naturelles, en particulier sur Terre. Cette hypothèse n'a cependant reçu l'appui de données expérimentales cohérentes qu'en 1976, avec l'article fondamental de Jim Hays (en), John Imbrie et Nicholas Shackleton.

## Paramètres astronomiques de la Terre
La théorie des paramètres de Milanković s'applique à toutes les planètes. Le climat de Mars a notamment été étudié (cf. la théorie astronomique des paléoclimats). Pour la suite, nous étudierons le cas de la Terre en utilisant un système de coordonnées écliptiques dans lequel le soleil sera fixe. Lorsque cela n'est pas précisé, l'hémisphère nord est pris en exemple pour les étés ou les hivers.

### Excentricité

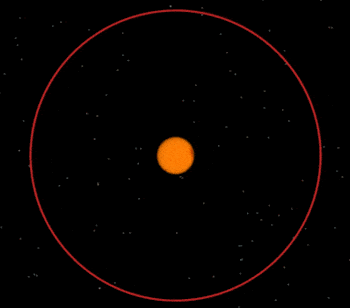
Orbite à excentricité nulle.

L'orbite de la Terre est une ellipse dont le Soleil occupe l'un des foyers. L'excentricité de l'ellipse est une mesure de la différence entre cette ellipse et le cercle. La forme de l'orbite terrestre varie dans le temps entre une forme quasi circulaire (excentricité faible de 0,0034) et une forme plus elliptique (excentricité élevée de 0,058). La principale composante de cette variation fluctue sur une période de 413 000 ans. D'autres composants de cette variation fluctuent sur des périodes entre 95 000 et 125 000 ans. L'excentricité actuelle de l'orbite de la Terre est de 0,0167 et est décroissante.
Cette variation de l'excentricité est due aux attractions gravitationnelles exercées entre la Terre et les autres planètes du Système solaire ainsi que le Soleil, selon les lois de Newton.
En 2015, une nouvelle étude montre un autre facteur orbital de longue durée agissant sur l'excentricité de l'orbite terrestre tous les 9 millions d'années, probablement causé par l'interaction avec la planète Mars.

### Obliquité

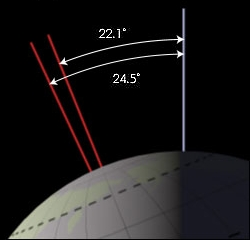
Variation de l'obliquité terrestre.

L'obliquité de la Terre, aussi appelée inclinaison terrestre, correspond à l'angle entre son axe de rotation et un axe perpendiculaire au plan de son orbite. L'obliquité terrestre varie entre 22,1° et 24,5° sur une période d'environ 41 000 ans. Quand l'obliquité croît, chaque hémisphère reçoit plus de radiation du soleil en été et moins en hiver. Cette obliquité est due elle aussi aux interactions gravitationnelles que la Terre subit de la part des planètes. Cette variation est faible par rapport à la variation de l'obliquité martienne qui varie entre 14,9° et 35,5°. Actuellement, la Terre possède une obliquité de 23,44°, ce qui correspond à une valeur moyenne entre les deux extrema. L'obliquité est dans une phase descendante et atteindra son minimum dans environ 10 000 ans. En prenant comme seul paramètre d'influence l'obliquité, les étés deviendraient moins chauds et les hivers moins froids.

### Précession

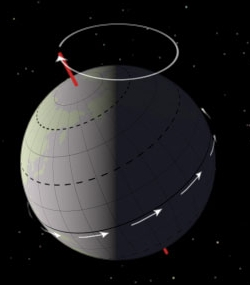
La précession terrestre.

La Terre ne tourne pas sur elle-même comme un ballon parfaitement sphérique mais plutôt comme une toupie car elle est soumise à la précession. Cette précession provient du fait que les attractions du Soleil et de la Lune ne sont pas uniformes sur Terre à cause du bourrelet équatorial de la Terre. Cela a deux conséquences différentes.
D'un côté, cela influe sur l'indication du pôle Nord céleste (quelle étoile nous indique le nord). Reprenons pour cela notre toupie :
La toupie tourne dans un premier temps droite puis en perdant sa vitesse, sa tige commence à dessiner une sorte de cercle, ou de cône.
Cette tige sur Terre est en réalité l'axe nord-sud (passant par les deux pôles géographiques), cet axe dessine dans l'espace un cône par rapport à l'axe perpendiculaire au plan de l'écliptique. L'axe nord-sud effectue un tour complet en 25 760 ans. Aujourd'hui, α Ursæ Minoris, appelée étoile polaire, se situe à 0,8° du pôle Nord céleste.
D'un autre côté, cela influe sur ce que l'on appelle la précession des équinoxes (ce qui détermine les « changements de saisons » astronomiquement parlant).
Le point vernal rétrograde (se déplace vers l'ouest) de 50,38″ par an, mais la précession due aux autres planètes du Système solaire (donc hors Soleil et Lune) est de 0,12″ dans le sens inverse ; donc la précession se fait de 50,26″ par an vers l'ouest.[pas clair]

### Nutation
La précession de l'axe de rotation terrestre dessine un cercle sur la sphère céleste. Cependant, ce cercle n'est pas parfait. L'attraction de la Lune, et dans une moindre mesure du Soleil, entraîne ce qu'on appelle la nutation. En effet, la Lune attire la Terre (nous pouvons d'ailleurs le voir avec le phénomène des marées) et cette attraction se remarque par une légère oscillation de l'axe de rotation terrestre. Cette oscillation parcourt un cycle complet en 18,6 années.
Le phénomène résulte du fait que l'influence de la Lune n'est pas toujours identique au cours du temps : elle est minimale lorsque la distance angulaire entre la Lune et l'équateur est la plus petite, elle est maximale lorsque la distance est la plus grande. Comme ce phénomène a peu d'influence sur le sujet traité ici, nous allons l'ignorer pour les conséquences des paramètres de Milanković.

## Effets des paramètres

Les variations de tous les paramètres.

### Effets de l'excentricité
L'excentricité est l'un des facteurs les plus importants dans les changements climatiques naturels puisque, lorsqu'elle est maximale, la Terre au périhélie peut recevoir du Soleil jusqu'à 26 % d'énergie de plus qu'à l'aphélie.

### Effets de l'obliquité
L'obliquité possède une influence sur les saisons. En effet, si la Terre est dans une période de forte inclinaison par rapport au Soleil, alors les saisons seront très marquées (différences importantes entre été et hiver) et à l'inverse une faible inclinaison homogénéise les saisons (peu de différences entre l'été et l'hiver).
Cependant, il faut préciser que ces différences se sentent seulement lorsque l'on s'éloigne de l'équateur, où l'obliquité a peu d'influence (dans un climat équatorial on trouve deux périodes très chaudes et très humides aux équinoxes et deux périodes relativement froides et sèches aux solstices, dont l'intensité varie avec l'obliquité).

### Effets de la précession
La précession a deux conséquences :
- le pôle nord céleste se déplace avec le temps. En effet, sa position coïncide pratiquement avec celle de l'étoile α Ursæ Minoris mais dans 12 000 ans, il se situera à proximité de Véga ;
- l'année tropique (cycle de répétition) est d'une vingtaine de minutes plus courte que l'année anomalistique (séparant deux passages de la Terre à son périhélie).

Si le passage au périhélie se trouve coïncider avec les solstices, alors, dans l'hémisphère où se produit l'été, celui-ci sera chaud alors que dans l'autre hémisphère où se produit l'hiver, celui-ci sera doux. Six mois plus tard, au passage à l'aphélie, l'hiver sera rude dans le premier hémisphère et l'été sera frais dans le second. Ainsi, les saisons seront accentuées dans un hémisphère et atténuées dans l'autre.

### Combinaison des trois facteurs

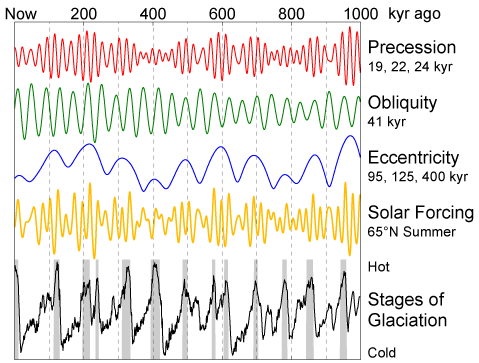
Les variations et la conséquence sur la température. 1 kyr = 1 kiloyear (= 1000 ans).

Ces trois facteurs combinés ont donc différentes conséquences :
- la variation d'énergie solaire reçue sous les hautes latitudes au cours de l'année ;
- les différences de température entre les continents et les océans à cause de l'albédo ;
- les variations sur les changements de saison (plus élevées aux hautes latitudes) ;
- les différences de température entre les hémisphères dues à l'inclinaison ;
- par contre, ces paramètres n'ont aucune influence sur la quantité totale annuelle d'énergie solaire reçue par la Terre[3].

### Confirmations
À la suite de forages réalisés à la base du lac Vostok, les chercheurs ont pu étudier le rapport 18O/ 16O (qui est noté δ18O) dans la glace extraite,,,,.
Ils se sont aperçus que la courbe représentant le rapport 18O/ 16O avait des similitudes avec la courbe issue des cycles de Milanković. Étant donné que la correspondance température / δ 18O est fermement établie, on peut alors penser que les paramètres de Milanković peuvent être la cause des changements climatiques naturels,,,,.
Depuis que ces variations orbitales sont établies, les scientifiques tentent de trouver un modèle capable de relier insolation à 65° et δ18O marqueur des variations passées du climat. Ce n'est pas évident à trouver car la fonte d'un inlandsis est mal cernée. Dans le passé récent (−1 Ma), la périodicité est de l'ordre de 100 000 ans avec environ 90 000 ans d'englacement et 10 000 de dégel ; mais au-delà, le forçage orbital est plutôt à une période de 41 000 ans (c'est la transition du Pléistocène moyen), correspondant à un forçage plus direct par l'obliquité. Les forages benthiques permettent de remonter jusqu'au Néogène, ce qui a permis de fonder la nouvelle échelle de temps géologique (ATNTS 2004).

## Contraintes théoriques

### Problème des100 000 ans

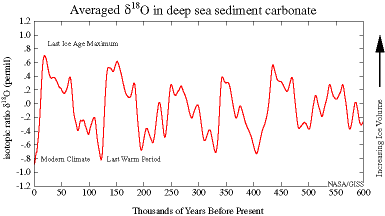
Moyenne de mesures de quantités d'oxygène 18 (δ^{18}O), indicateur de la température, au cours des 600000 dernières années.

Le problème des 100 000 ans découle de l'observation d'un écart entre les températures de la Terre (en) et la quantité d'ensoleillement qu'elle reçoit, principal facteur de changement climatique planétaire, sur une période de 100 000 ans,,,.
Selon les cycles de Milankovitch, l'ensoleillement dépend du rayonnement solaire, de la distance Terre-Soleil et de l'inclinaison de l'axe de rotation terrestre. Au cours du dernier million d'années, on observe ainsi des cycles variant selon des périodes de 21 000, 40 000, 100 000 et 400 000 ans. Ces cycles engendrent des changements climatiques et sont, notamment, un facteur déterminant de la durée et de l'étendue des glaciations. L'analyse isotopique montre que le cycle dominant est celui des 100 000 ans, mais le « forçage orbital » lors de ce cycle est faible.

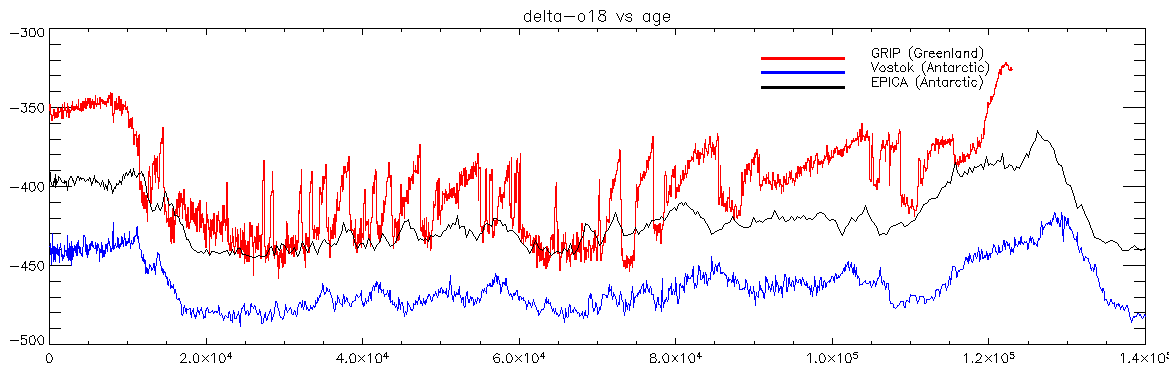
Mesures de la quantité de δ^{18}O au cours des 120000 dernières années.

Les températures du passé peuvent être déterminées à l'aide d'analyses isotopiques des couches sédimentaires. L'une des méthodes les plus précises consiste à évaluer la quantité d'oxygène 18 (δ18O). En effet, cette quantité dépend principalement de la quantité de glace ainsi que de la température de la planète.

## Conditions actuelles et futures

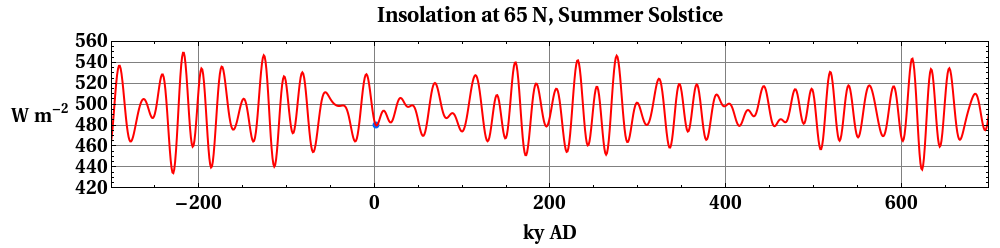
Valeurs passées et futures de l'ensoleillement moyen quotidien au sommet de l'atmosphère le jour du solstice d'été, à une latitude de 65° N, dérivées des paramètres orbitaux, en milliers d'années avant et après J.-C.. L'actuel interglaciaire pourrait durer exceptionnellement longtemps. Le point bleu représente les conditions actuelles vers 2000 ans après J.-C.

Étant donné que les variations orbitales sont prévisibles, il devrait être possible en fonction des variations orbitales de prédire le climat futur. Cependant, le ou les mécanismes par lesquels l'orbite terrestre influence le climat n'est pas clairement établi et les effets non orbitaux peuvent être importants et contrebalancer plus ou moins l'impact des variations orbitales. Par exemple, l'impact humain sur l'environnement augmente principalement les gaz à effet de serre, ce qui entraîne un climat plus chaud,,.
En supposant une durée similaire pour tous les interglaciaires, les scientifiques ont par le passé conclu « qu'il est probable que l'époque chaude actuelle s'achèvera relativement vite si l'homme n'intervient pas ». Des travaux plus récents suggèrent cependant que les variations orbitales devraient progressivement augmenter l'insolation estivale à 65° N au cours des 25 000 prochaines années. L'orbite de la Terre deviendra moins excentrique au cours des 100 000 prochaines années, de sorte que les variations de cette insolation seront dominées par les variations de l'obliquité et ne devraient pas diminuer suffisamment pour permettre une nouvelle période glaciaire au cours des 50 000 prochaines années. L'augmentation du dioxyde de carbone dans l’atmosphère pourrait prolonger l'intervalle interglaciaire en cours.

## Climatoscepticisme
Les cycles de Milanković sont parfois invoqués pour justifier un certain déni du réchauffement climatique, pour conclure que le réchauffement climatique n'est pas d'origine humaine, comme par le philosophe Michel Onfray à l'occasion d'une interview sur CNews le 11 septembre 2024. 
Cet argument ne résiste cependant pas à l'analyse, notamment en raison de la rapidité du changement climatique actuel, beaucoup trop grande en comparaison de l'échelle de temps des cycles. De plus, si le réchauffement était dû aux cycles de Milanković, la stratosphère devrait aussi se réchauffer, ce qui est contredit par les relevés de sa température.